# Udrești, Dâmbovița
Udrești este un sat în comuna Ulmi din județul Dâmbovița, Muntenia, România.
Satul Udrești este menționat în nuvela Neamul Udreștilor (publicată în 1903) a lui Ion Alexandru Brătescu Voinești, ca fiind moșia boierului Costache Udrescu, fiul lui Negoiță Udrescu, mort la 1852. Această mărturie a scriitorului aduce detalii despre hrisovul paleoslav din 6 noiembrie 6989 (1480) prin care Basarab Mladi (cel Tânăr) întărea în stăpânirea boierilor Tudor și Stroe și fetei Stana care le era lor fiică și nepoată în sat la Udrești, care să le rămâie ocină și să le fie de ohabă. Documentele Privind Istoria României înregistrează acest hrisov pe 7 noiembrie 1480, cu aceleași personaje Tudor logofăt și Stroe cumnatul lui cu fiica lui Stroe, Stana, dar cu numele moșiei de Orboești și Brătești. Brăteștii de Jos și de Sus se regăsesc în judetul Dâmbovita foarte aproape de Udrești, dar un sat cu numele de Orboești se regăsește numai în Ialomița. Această mențiune și diferența dintre Orboești și Udrești poate fi și o diferență de traducere.
Stroe pare a fi cel mai vechi stăpânitor al moșiei Udrești, urmat de fiica lui Stana. Transmisă din generație în generație, moșia a aparținut Udreștilor încă de la primul Udriște înregistrat în Documentele Privind Istoria României în secolul al XIV-lea. Vara la moșia Udrești, iarna la Târgoviște, este un mod de viață care demonstrează obiceiurile boierilor munteni descrise in această nuvelă.
Udriște, apoi Udre, sau Udrea, apoi Udrescu sunt nume transmise din generație în generație de familia de jupani, mari boieri dregători munteni din care fac parte Manea a lui Udriște cumnat cu Radu Cazan Sahat, Stoica fratele lui Manea, Dragomir a lui Manea, Drăghici a lui Stoica. De-a lungul istoriei noastre se vorbește foarte puțin de marile familii boierești muntene. Jupan Manea Udriște era înrudit personal cu "șireaua" scoborâtoare a lui Dan II, respectic cumnat de fiul cu Dan II și unchi a lui Vladislav II. Marile familii boierești erau înrudite între ele și divanele Țării Românești erau formate in mare parte de „casnicii” domnitorilor – rudele de sânge. Dragomir Udriște (a lui Manea) era văr primar cu Vladislav II și Basaraba IV Țepeluș (George Florescu - Divane Domnești). 
Nuvela Neamul Udreștilor mai aduce în lumină funia neamului Udreștilor, prin numeroasele exemple de strămoși descoperiți de Costache Udrescu. Stolnicul Stoica Udrescu a ctitorit biserica Stolnicu din Târgoviște, clădită din lemn pe la 1600. Pisania și portretele ctitorilor bisericii din Petrești Patruzeci-de-Cruci arată că aceasta a fost clădită tot de un Udrescu. Cartea de judecată din 1656 îl arată pe jupan Radu biv-vel logofăt Udrescu.